# Ilyarachna torleivi
Ilyarachna torleivi là một loài chân đều trong họ Munnopsidae. Loài này được Svavarsson miêu tả khoa học năm 1988.